# Rossi (apellido)
Rossi es un apellido originario en Italia, se refiere a rasgos físicos como el cabello "pelirrojo" o del latín tardío Russus o Rubeu, que más tarde se convirtió en "Rojo", debido al color leonado (rubio-pelirrojo), del cabello o la barba del progenitor, por lo que en Italia se atribuyó bajo Roma a las familias galas cisalpinas; es derivado del adjetivo "Rosso", que en italiano significa "rojo". En latín "Rŭssum", protoindoeuropeo "*h₁rewdʰ-", español antiguo "Roxo", portugués "Roxo" y "Russo", francés "Roux", rumano "Roșu", catalán "Ros", occitano "Ros", aragonés "Royo", gallego "Roxo", siciliano "Russu", veneciano "Róso", teniendo así una relación lingüística con las demás lenguas romances.
Es uno de los apellidos más comunes en Europa, América y el mundo.

## Distribución geográfica
Rossi es el apellido más común de Italia, más de 347,288 familias en Italia llevan este apellido, seguido de   Brasil 73,010, Estados Unidos 36,820, Argentina 35,550 y Francia 19,233, presente también en Alemania,  Australia, Canadá, Chile, Colombia, Ecuador, España, Finlandia, Inglaterra, Indonesia, Irán, Guatemala, Marruecos, Nueva Zelanda, Países Bajos, Paraguay, Perú, Polonia, República Dominicana, Rusia, Sudáfrica, Suecia, Uruguay, Venezuela y países de habla italiana como Suiza y San Marino.